# 西藏红腺蕨
西藏红腺蕨（学名：Diacalpe aspidioides var. hookeriana）为球盖蕨科红腺蕨属下的一个变种。

## 扩展阅读
- 維基物種上的相關：西藏红腺蕨